# نيل بروكس
نيل بروكس (بالإنجليزية: Neil Brooks) هو سباح أسترالي، ولد في 27 يوليو 1962 في كرو (تشيشير) في المملكة المتحدة.

## روابط خارجية
- نيل بروكس على موقع IMDb (الإنجليزية)
- نيل بروكس على موقع الاتحاد الدولي للسباحة (الإنجليزية)
- نيل بروكس على موقع SwimRankings.net (الإنجليزية)
- نيل بروكس على موقع اللجنة الأولمبية الدولية (الإنجليزية)
- نيل بروكس على موقع أوليمبيديا (الإنجليزية)
- نيل بروكس على موقع اللجنة الأولمبية الأسترالية (الإنجليزية)
- نيل بروكس على موقع اتحاد ألعاب الكومنولث (مؤرشف) (الإنجليزية)